# Primer momento de área

Esquema de la definición del primer momento de área desde un punto: el cálculo implica el uso de las distancias al punto

El primer momento de área (también denominado momento estático o de primer orden) es una magnitud geométrica que se define para un área plana. Normalmente aparece en el contexto del cálculo de vigas en ingeniería estructural, en particular la tensión cortante media dada por la fórmula de Collignon, que es proporcional al primer momento de área de una subsección de la sección transversal de la viga. El primer momento de área coincide con el producto del área total multiplicado por la distancia entre el punto considerado al centroide del área.

## Primer momento de área
Los momentos de primer orden de un área, se designan por la letra S o Q. Dado un eje o recta se define el primer momento de área del área {\displaystyle A} respecto a un eje de ecuación {\displaystyle (\cos(\alpha )x+\operatorname {sen}(\alpha )y)+c=0\,} viene dado por la integral sobre el área de la distancia al eje fijado:

{\displaystyle S_{eje}=\int _{A}d(x,y)\ {\text{d}}x{\text{d}}y=\int _{A}(\cos(\alpha )x+\operatorname {sen}(\alpha )y+c)\ {\text{d}}x{\text{d}}y}

Si consideramos coordenadas x e y centradas en el centro de masas y se calculan los primeros momentos de área respecto a los ejes coordenados, por la propia definición de centro de masas:

{\displaystyle S_{x}^{CM}=\int _{A}y\ {\text{d}}x{\text{d}}y=y_{G}\cdot A=0\qquad S_{y}^{CM}=\int _{A}x\ {\text{d}}x{\text{d}}y=x_{G}\cdot A=0}

Eso implica que para cualquier otro eje que pase por el centro de gravedad de la sección se tiene:

{\displaystyle S_{eje}^{CM}=\int _{A}\quad (\cos(\alpha )x+\operatorname {sen}(\alpha )y)\ {\text{d}}x{\text{d}}y=A(\cos(\alpha )x_{G}+\operatorname {sen}(\alpha )y_{G})=A(0+0)=0}

El cálculo respecto a un eje cualquiera que no pase por en centro de masas es trivial ya que:

{\displaystyle S_{eje}=\int _{A}\quad (\cos(\alpha )x+\operatorname {sen}(\alpha )y+c)\ {\text{d}}x{\text{d}}y=A\cdot c}

Donde resulta que c coincide con la distancia de ese eje al centro de gravedad y el resultado anterior es el equivalente del teorema de Steiner para el primer momento de área.

### Primer momento de área parcial

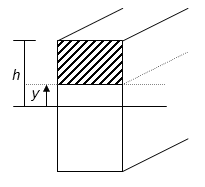
Área parcial para el cálculo de la tensión cortante.

Como se ha visto en la sección anterior el primer momento de área calculado respecto al centro de gravedad de la sección es siempre nulo. Sin embargo, si se considera un área parcial de una sección y se calcula el primer momento de área respecto al centro de gravedad de la sección completa el resultado no es cero. Designaremos a este primer momento de área parcial por la letra {\displaystyle Q_{y}\,} y su valor vendrá dado por:

{\displaystyle Q_{y}(y)=\int _{A_{p}}{\bar {y}}{\text{d}}{\bar {x}}{\text{d}}{\bar {y}}=h_{G}\cdot A_{p}}

Para una sección rectangular de dimensiones 2h x b se tiene:

{\displaystyle Q_{y}(y)=\int _{0}^{b}{\text{d}}{\bar {x}}\int _{y}^{h}{\bar {y}}{\text{d}}{\bar {y}}={\frac {h+y}{2}}A_{p}={\frac {b(h^{2}-y^{2})}{2}}}

El cálculo de este momento se requiere para el cálculo de la tensión cortante sobre la línea punteada (ver figura) de acuerdo con la fórmula de Collignon-Jourawski (o Collignon-Zhuravski).

## Segundo momento de área
Análogamente al primer momento de área se define el segundo momento de área, o momento de inercia, como:

{\displaystyle I_{eje}=\int _{A}d^{2}(x,y)\ {\text{d}}x{\text{d}}y=\int _{A}\quad (\cos(\alpha )x+\operatorname {sen}(\alpha )y+c)^{2}\ {\text{d}}x{\text{d}}y}

Donde c es la distancia entre el eje considerado y el centro de gravedad del área. Que puede expresarse en función de los segundos momentos de área respecto al centro de masas como:

{\displaystyle I_{eje}=I_{eje}^{CM}+Ac^{2}}

Donde {\displaystyle I_{eje}^{CM}} sería el segundo momento de área según eje paralelo al considerado, pero que pasa por en centro de gravedad del área. Este último resultado de demostración inmediata se conoce como teorema de Steiner.

## Momentos de área de orden superior
En general se definen los n-ésimos momento de área de una área plana como las integrales del tipo:

{\displaystyle m_{eje}^{(n)}(A)=\int _{A}d^{n}(x,y)\ {\text{d}}x{\text{d}}y}

Donde la integral se extiende sobre todo el dominio plano A de ℝ² y donde la distancia r es la distancia a un eje contenido en el mismo plano que contiene al área. En particular se definen los dos momentos n-ésimos de área como:

{\displaystyle m_{x}^{(n)}(A)=\int _{A}y^{n}\ {\text{d}}x{\text{d}}y}
{\displaystyle m_{y}^{(n)}(A)=\int _{A}x^{n}\ {\text{d}}x{\text{d}}y}